# Pool metabólico
Pool metabólico, também citado como conjunto metabólico é um termo coletivo para todas as substâncias envolvidas no processo metabólico em um sistema biológico. Pools metabólicos estão dentro das células (ou organelas tais como cloroplastos) e refere-se ao conjunto de moléculas sobre o qual as enzimas podem operar. O tamanho do conjunto é chamado de "pool metabólico". O conceito de pool metabólico é importante para a biologia celular.